# Shamrock Rovers Football Club 2010
Questa voce raccoglie le informazioni riguardanti lo Shamrock Rovers Football Club nelle competizioni ufficiali della stagione 2010.

## Stagione
Nella stagione 2010 lo Shamrock Rovers conquistò il titolo nazionale a sedici anni di distanza dall'ultima vittoria: gli Hoops dominarono a lungo la classifica del campionato per poi lottare, nelle ultime fasi del torneo, contro il Bohemians. Un pareggio nell'ultima giornata contro il Bray Wanderers assicurò la vittoria del sedicesimo titolo della squadra, che si confermò come club più titolato d'Irlanda.
In quella stessa stagione lo Shamrock Rovers andò inoltre vicino alla vittoria della FAI Cup, essendo stato sconfitto ai tiri di rigore nella finale contro lo Sligo Rovers. Lo Shamrock Rovers partecipò inoltre alla UEFA Europa League 2010-2011, dalla quale fu eliminato al terzo turno preliminare dalla Juventus dopo aver passato il secondo turno sconfiggendo il Bnei Yehuda.

## Divisa e sponsor
Lo sponsor ufficiale dello Shamrock Rovers per la stagione 2010 è Woodie's DIY, mentre le maglie sono prodotte dalla Umbro.
| Manica sinistra · Manica sinistra · Maglietta · Maglietta · Manica destra · Manica destra · Pantaloncini · Calzettoni | Manica sinistra · Maglietta · Maglietta · Manica destra · Pantaloncini · Calzettoni |  |

## Rosa
| N. |                             | Ruolo | Calciatore       |
| -- | --------------------------- | ----- | ---------------- |
| 1  | Irlanda del Nord (bandiera) | P     | Alan Mannus      |
| 2  | Irlanda (bandiera)          | D     | Patrick Sullivan |
| 3  | Irlanda (bandiera)          | D     | Enda Stevens     |
| 4  | Scozia (bandiera)           | D     | Craig Sives      |
| 5  | Irlanda (bandiera)          | D     | Aidan Price      |
| 6  | Irlanda (bandiera)          | C     | Stephen Rice     |
| 7  | Irlanda (bandiera)          | C     | Stephen Bradley  |
| 8  | Irlanda (bandiera)          | C     | James Chambers   |
| 9  | Scozia (bandiera)           | A     | Gary Twigg       |
| 10 | Irlanda (bandiera)          | A     | Dessie Baker     |
| 13 | Irlanda (bandiera)          | D     | Pat Flynn        |
| 14 | Irlanda (bandiera)          | A     | Graham Barrett   |
| 15 | Irlanda (bandiera)          | C     | Paddy Kavanagh   |

| N. |                             | Ruolo | Calciatore       |
| -- | --------------------------- | ----- | ---------------- |
| 17 | Irlanda (bandiera)          | C     | Sean O'Connor    |
| 18 | Irlanda del Nord (bandiera) | C     | Chris Turner     |
| 19 | Inghilterra (bandiera)      | D     | Danny Murphy     |
| 20 | Irlanda (bandiera)          | C     | Billy Dennehy    |
| 23 | Irlanda del Nord (bandiera) | C     | Thomas Stewart   |
| 24 | Inghilterra (bandiera)      | D     | Dan Murray       |
| 25 | Irlanda (bandiera)          | C     | Robert Bayly     |
| -  | Irlanda del Nord (bandiera) | P     | Pat Jennings     |
| -  | Irlanda (bandiera)          | P     | Robert Hughes    |
| -  | Irlanda (bandiera)          | D     | Danny McGuinness |
| -  | Irlanda (bandiera)          | C     | William Dennehy  |
| -  | Irlanda (bandiera)          | A     | Neale Fenn       |
| -  | Irlanda (bandiera)          | A     | Aidan Downes     |

## Statistiche

### Statistiche di squadra
| Competizione       | Punti | Totale | Totale | Totale | Totale | Totale | Totale | D.R. |
| Competizione       | Punti | G      | V      | N      | P      | Gf     | Gs     | D.R. |
| ------------------ | ----- | ------ | ------ | ------ | ------ | ------ | ------ | ---- |
| League of Ireland  | 67    | 36     | 19     | 10     | 7      | 57     | 34     | -    |
| Coppa d'Irlanda    | -     | 6      | 4      | 2      | 0      | 16     | 4      | -    |
| UEFA Europa League | -     | 4      | 1      | 1      | 2      | 2      | 4      | -    |
| Totale             | -     | 46     | 24     | 13     | 9      | 75     | 42     | -    |

### Statistiche dei giocatori
| Giocatore  | Campionato | Campionato | Campionato | Campionato |
| Giocatore  | Pres       | Gol        | Am         | Esp        |
| ---------- | ---------- | ---------- | ---------- | ---------- |
| Baker      | 15         | -          | -          | -          |
| Barrett    | 10         | -          | -          | -          |
| Bayly      | 26         | 2          | 6          | 2          |
| Bradley    | 16         | 1          | 2          | -          |
| Chambers   | 31         | 6          | 1          | -          |
| B. Dennhey | 32         | 6          | 4          | 1          |
| W. Dennhey | 1          | -          | -          | -          |
| Fenn       | 22         | 3          | 2          | -          |
| Flynn      | 22         | -          | 3          | 1          |
| Kavanagh   | 22         | -          | 3          | -          |
| Mannus     | 36         | -          | -          | -          |
| Murphy     | 26         | -          | 3          | -          |
| Murray     | 28         | 3          | 4          | -          |
| O'Connor   | 17         | -          | 3          | -          |
| Price      | 26         | -          | -          | -          |
| Rice       | 32         | 3          | 5          | -          |
| Sives      | 25         | 2          | 5          | -          |
| Stevens    | 17         | -          | 3          | -          |
| Stewart    | 32         | 8          | 1          | -          |
| Sullivan   | 2          | 1          | -          | -          |
| Turner     | 25         | 2          | 5          | -          |
| Twigg      | 28         | 21         | 1          | -          |